# إنسكتويد

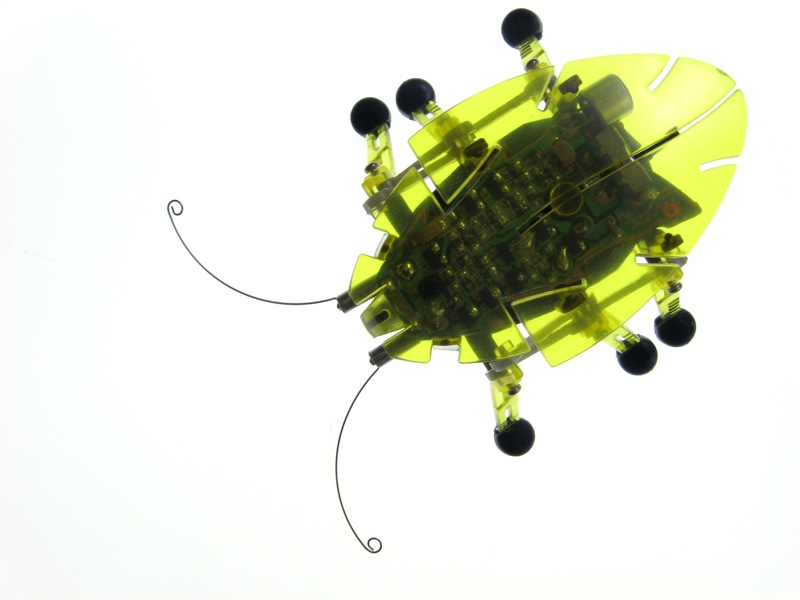
روبوت صغير مصمم لتكرار وظائف الحشرات

إنسِكتويد (بالإنجليزية: insectoid) مصطلح يشير إلى أي كائن أو شيء يشترك في جسم أو صفات مشابهة مع الحشرات الأرضية والعنكبيات. المصطلح هو مزيج من "insect" و "-oid" (لاحقة تدل على التشابه).

## الوصف

### التكنولوجيا
في التكنولوجيا، الإنسِكتويد روبوتات مثل الهكسابودات تم تصميمها للأستخدامات العلمية أو العسكرية. ولا يزال البحث مستمر لتصغير هذه الروبوتات لأستخدامها كآلات تجسس طائرة أو للأستكشاف. من مميزات الإنسِكتويد يمكنها أيضاً زيادة فعالية الروبوتات لعبور التضاريس المختلفة.

## في وسائل الإعلام الأخرى
المخلوقات المشابهة-للحشرات كانت جزءاً من تقاليد الخيال العلمي والفنتازيا. في عام 1902 في فيلم رحلة إلى القمر, صورجورج ميليس سيلينات القمر كإنسِكتويد. أستخدم الكاتب أولاف ستابليدون الإنسِكتويد في روايته لعام 1937 صانع النجم. في روايات الخيال، كثيراً ما تستخدم مخلوقات الإنسِكتويد كمضادات لتهديد الفتاة في محنة. في وقت لاحق تم تصوير حشرات فضائية عدائية في رواية روبرت أ. هيينلين المركبة جنود و «البوغرز» في رواية أورسون سكوت كارد إندر.
ملكة النحل كانت موضوعاً في عدة روايات بما في ذلك رواية ك. ج. تشيري وصول الثعبان ومجموعة أفلام آليين. تم تناولها جنسياً في رواية «العشاق» لـفيليب خوسيه فارمر  وروايات «زينوجينيسيس» لـاوكتافيا بوتلر  ورواية محطة شارع بيرديدو لـتشاينا ميفيل